# John Jacobsson
Jacques (John) Jacobsson (Estocolm, 1835 — Estocolm, 1909) fou un músic i compositor suec.
Es distingí principalment com a organista i compositor. Entre les obres més importants que va compondre hi figuren una Missa, per a solo, cor i orgue; un Agnus Dei, per a soprano i orquestra; l'opereta Ungmors kusin (1868), l'obertura concert Sommarminenn i una cantata per les noces d'argent del rei Òscar II. Va compondre a més, lieders, música de cambra, obres corals i peces per a piano. Com a mestre de violí tingué entre els seus alumnes l'anglesa Emile Shinner.